# 急流紫云菜
急流紫云菜（学名：Strobilanthes torrentium）为爵床科紫云菜属的植物，是中国的特有植物。分布于中国大陆的云南等地，生长于海拔1,900米至2,300米的地区，一般生于林中急流边，目前尚未由人工引种栽培。